# Union sportive O'Mbila Nziami Libreville
 (décembre 2016).
Si vous disposez d'ouvrages ou d'articles de référence ou si vous connaissez des sites web de qualité traitant du thème abordé ici, merci de compléter l'article en donnant les références utiles à sa vérifiabilité et en les liant à la section « Notes et références ».
Maillots
L'Union sportive O'Mbila Nziami Libreville ou USM Libreville est un club de football gabonais, basé à Libreville. Il est présidé par Jean Boniface Assele et entraîné par Anselme Delicat.
Le club évolue en Championnat national D1 au Gabon.

## Palmarès
- Championnat du Gabon
  - Champion : 4 (1980, 1981, 1988, 2002).

- Coupe du Gabon
  - Vainqueur : 4 (1987, 1991, 2002, 2008).

- Supercoupe du Gabon
  - Finaliste : 1 (2008).

## Bilan en compétitions de la CAF
- Ligue des champions de la CAF
  - Apparition : 3 - Quart de finale en 1981 ; Second tour en 1982 ; Premier tour en 2003.

- Coupe de la confédération
  - Apparition : 1 - Premier tour en 2004.

- Coupe d'Afrique des vainqueurs de coupe
  - Apparition : 4 - Second tour en 1980 ; Second tour en 1987 ; Premier tour en 1988 ; Quart de finale en 1992.